# Schizonycha occipitalis
Schizonycha occipitalis är en skalbaggsart som beskrevs av Achille Raffray 1877. Schizonycha occipitalis ingår i släktet Schizonycha och familjen Melolonthidae. Inga underarter finns listade i Catalogue of Life.